# Microtropis keningauensis
Microtropis keningauensis är en benvedsväxtart som beskrevs av K.M. Kochummen. Microtropis keningauensis ingår i släktet Microtropis och familjen Celastraceae. Inga underarter finns listade.